# Narsarsuaq
Narsarsuaq ([ˌnɑˈsːɑsːuɑq] según la antigua ortografía Narssarssuaĸ) es una localidad en la municipalidad de Kujalleq, al sur de Groenlandia. Tiene una población de 160 habitantes (en 2007). La localidad ofrece sitios turísticos tales como viajes a los glaciares, entre otros más. Cerca de la localidad se encuentran las ruinas de los primeros asentamientos noruegos y una réplica de la primera iglesia cristiana en América. Su nombre en groenlandés significa «Gran planicie». 

## Clima
Narsarsuaq es la única ciudad de Groenlandia que tiene un clima temperado con árboles.
| Parámetros climáticos promedio de Narsarsuaq      | Parámetros climáticos promedio de Narsarsuaq | Parámetros climáticos promedio de Narsarsuaq | Parámetros climáticos promedio de Narsarsuaq | Parámetros climáticos promedio de Narsarsuaq | Parámetros climáticos promedio de Narsarsuaq | Parámetros climáticos promedio de Narsarsuaq | Parámetros climáticos promedio de Narsarsuaq | Parámetros climáticos promedio de Narsarsuaq | Parámetros climáticos promedio de Narsarsuaq | Parámetros climáticos promedio de Narsarsuaq | Parámetros climáticos promedio de Narsarsuaq | Parámetros climáticos promedio de Narsarsuaq | Parámetros climáticos promedio de Narsarsuaq |
| Mes                                               | Ene.                                         | Feb.                                         | Mar.                                         | Abr.                                         | May.                                         | Jun.                                         | Jul.                                         | Ago.                                         | Sep.                                         | Oct.                                         | Nov.                                         | Dic.                                         | Anual                                        |
| ------------------------------------------------- | -------------------------------------------- | -------------------------------------------- | -------------------------------------------- | -------------------------------------------- | -------------------------------------------- | -------------------------------------------- | -------------------------------------------- | -------------------------------------------- | -------------------------------------------- | -------------------------------------------- | -------------------------------------------- | -------------------------------------------- | -------------------------------------------- |
| Temp. máx. abs. (°C)                              | 14.2                                         | 15.3                                         | 16.5                                         | 19.1                                         | 24.8                                         | 25.2                                         | 24.1                                         | 23.6                                         | 22.4                                         | 18.7                                         | 18.4                                         | 15.9                                         | 25.2                                         |
| Temp. máx. media (°C)                             | -3.7                                         | -3.8                                         | -2                                           | 3.8                                          | 9                                            | 12.8                                         | 14.8                                         | 13.2                                         | 9.4                                          | 4                                            | -0                                           | -2.7                                         | 4.6                                          |
| Temp. media (°C)                                  | -7.7                                         | -7.8                                         | -6                                           | 0.2                                          | 5.4                                          | 9                                            | 11                                           | 9.7                                          | 6.1                                          | 1                                            | -3.5                                         | -6.5                                         | 1                                            |
| Temp. mín. media (°C)                             | -11.7                                        | -11.7                                        | -10                                          | -3.3                                         | 1.8                                          | 5.1                                          | 7.2                                          | 6.1                                          | 2.8                                          | -2                                           | -6.9                                         | -10.2                                        | -2.7                                         |
| Temp. mín. abs. (°C)                              | -39.7                                        | -33.7                                        | -31.9                                        | -23.1                                        | -16.7                                        | -2.9                                         | 0.1                                          | -0.1                                         | -5.7                                         | -17.8                                        | -26.1                                        | -35.9                                        | -39.7                                        |
| Precipitación total (mm)                          | 44.6                                         | 42                                           | 34.6                                         | 48.9                                         | 36.8                                         | 58.5                                         | 60.3                                         | 66.2                                         | 74.6                                         | 58.1                                         | 49.7                                         | 44.7                                         | 619                                          |
| Fuente: Météo climat stats «Clima de Narsarsuaq». |                                              |                                              |                                              |                                              |                                              |                                              |                                              |                                              |                                              |                                              |                                              |                                              |                                              |

## Historia
Fue la principal ciudad de Groenlandia en los tiempos de Erik el Rojo, en donde la granja de Brattahlíð se ubicaba cerca. 
Los primeros indicios de actividad humana en la zona datan del siglo XIII.
En 1942, los Estados Unidos construyó una base aérea en Narsarsuaq llamada Bluie West One. Miles de aviones usaron esta base como parada en su ruta entre Estados Unidos y Europa. Tras el final de la guerra se siguió usando la base hasta que se desarrolló el reabastecimiento aéreo y la construcción de la base aérea de Thule. En 1951, se acordó que Groenlandia y Estados Unidos administrarían juntos la base. En 1958 Estados Unidos abandonó la base, pero fue reabierta al año siguiente por el gobierno danés luego del hundimiento del velero MS Hans Hedtoft con todos sus pasajeros, al sur de Uummannarsuaq.

## Transporte
La localidad es un puerto del llamado Artic Umiaq Line que recorre la costa oeste de Groenlandia durante el verano. El aeropuerto de Narsarsuaq funciona como el principal aeropuerto del sudoeste de Groenlandia, con vuelos internacionales desde Islandia y Dinamarca, así como vuelos nacionales operados por Air Greenland. Los pequeños aviones que cruzan el Atlántico hacen una parada en Narsarsuaq y en otros aeródromos de la Segunda Guerra Mundial como en Goose Bay en Canadá y Reikiavik en Islandia.